# 金銀鈿荘唐大刀
金銀鈿荘唐大刀（きんぎんでんかざりのからたち）は正倉院に伝来する大刀である。

## 由来
『東大寺献物帳』の『国家珍宝帳』によると、正倉院には100口の大刀類（御大刀壹佰口）が収められていた。その内訳は、剣3口、懸佩刀9口、大刀44口、黒作大刀41口、横刀1口、杖刀2口である。
このうち大刀44口をさらに分類すると、唐大刀13口、大刀23口、唐様大刀6口、高麗様大刀2口となる。
『出蔵帳』によると、大刀類100口のうち、天平宝字3年12月26日（760年1月18日）に剣4口、大刀1口が出蔵されている。また、天平宝字8年（764年）9月11日、御大刀48口、黒作大刀40口というものが出蔵されており、恵美押勝の乱での使用によるものと考えられている。剣や大刀の数は『国家珍宝帳』と合わないが、懸佩刀等を含めた数なのかもしれない。
いずれにしろ、大刀類100口のうち、93口が764年までに正倉院から出蔵されており、残り7口のうち、大刀1口、杖刀2口だけが現存し、4口が不明となっている。金銀鈿荘唐大刀は現存する大刀1口に相当する。『国家珍宝帳』の大刀類の目録の第4番目に記載されている大刀がそれである。
「唐大刀」は以前は唐で制作された大刀をいい、「唐様大刀」はそれを模して日本で制作された大刀をいったものと考えられていたが、刀身や外装（拵え）の製作地を巡って中国なのか日本なのか結論が出ていないため、現在では唐大刀は「唐風の大刀」の意味に解されている。

## 刀身・外装

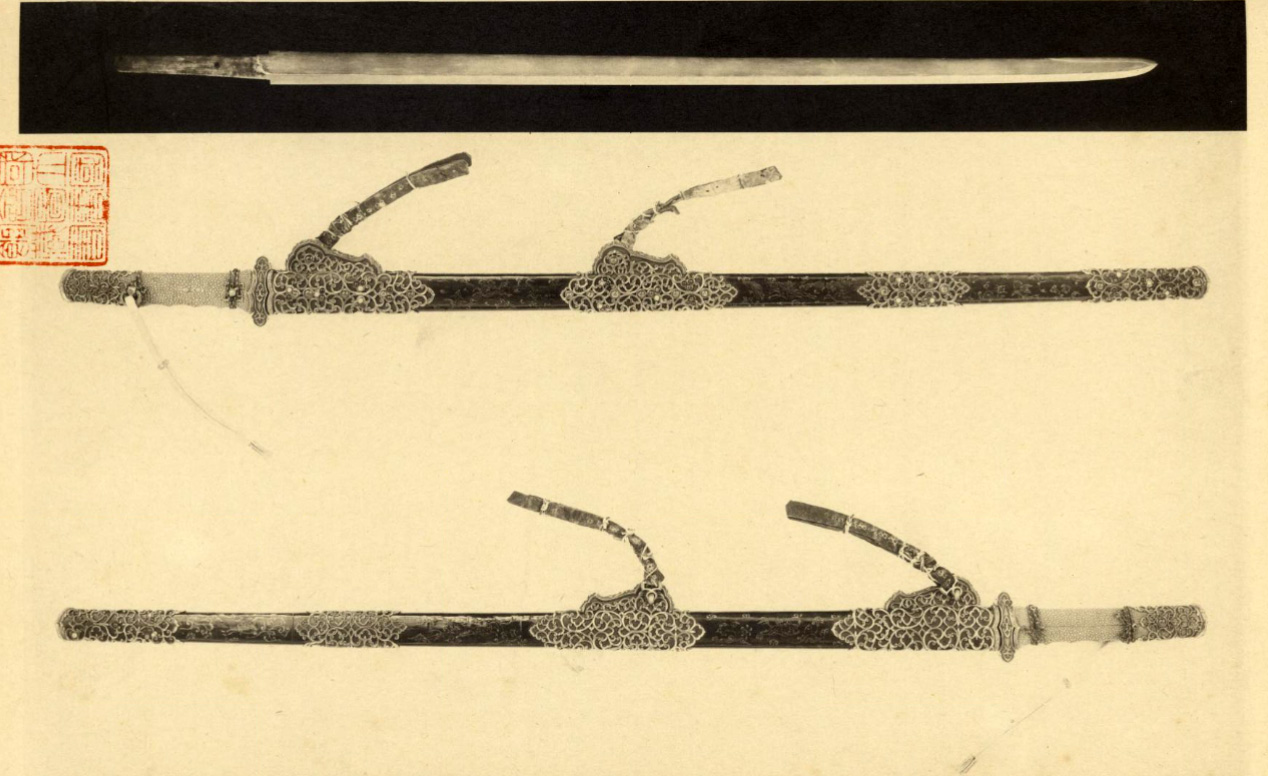
刀身と外装

刀身は切刃造りの鋒両刃造（きっさきもろはづくり）で、片刃で鋒（きっさき）だけが両刃になっている。類例には小烏丸がある。刀身はわずかに反っており、棟は角の面取りで三棟に近く、刃文は直刃である。茎（なかご）は栗尻で、目釘孔と懸通し穴を穿ってある。外装は儀式刀であるが、刀身の鍛錬の優秀なことは他に類例を見ないと評されている。
把（柄）は鮫皮巻きで、把頭に唐草形（葛形）の透し彫りの金具が付く。鍔（つば）は魚子（ななこ）地に唐草文の浮き彫りが施され、目釘孔には花形座金が置かれている。把頭部に銀環で繋がれている白革の懸（かけ）は新補である。
鞘は木製黒漆塗りで、鞘の3箇所と鐺（こじり）に把頭と同等の唐草形透し彫りの金具を取り付けている。そのうち2箇所の金具に山形の帯執り金具が付く。山形の頂には目交文を白く染め抜いた紫皮の帯執りが残る。金具はすべて銀台鍍金で、所々に色ガラスと水晶の玉を飾り、水晶玉の下には朱彩を施してある。
鞘に施された「末金鏤（まっきんる）」は漆技法の一つで、今日の蒔絵の研ぎ出し技法と同一のものである。漆で花、雲、走獣の文様を描いた上に、金粉を蒔き、さらに漆を塗った上で文様を研ぎ出したものである。
付属していた帯「黒紫羅帯」や袋「緋地高麗錦袋浅緑綾裏」は伝わっていない。

## 製作地を巡る論争
末金鏤という言葉は中国にない日本固有の名称であり、また中国ではその遺例を見いだせないため、鞘の製作地は日本か中国かを巡って以前から論争がある。
黒川真頼は、末金鏤とは黄金をヤスリで「末」（粉）にしたものを黒漆の上に蒔（ま）いたものをいい、後世の日本の蒔絵の源流に位置づける。また、唐大刀は唐製の大刀の意味だとして、金銀鈿荘唐大刀を中国製とみなし、したがって末金鏤も中国から伝わったものだとする。そして金粉を蒔いて絵を描いた「蒔絵」は中国にないため、蒔絵は末金鏤から日本が生み出したものとする。
一方、六角紫水は唐大刀は刀身が中国製だという意味であって、外装も含めた大刀全体の制作地を述べたものではないとし、鞘の飾りや作りも中国のものとは異なるとする。また、中国には金粉や銀粉を油や膠で溶いて筆で練り描いた「泥画」（金銀泥画）による作品は多数あるのに、末金鏤（蒔絵）のような金粉を蒔いて描いた作品が中国にはないとして、末金鏤も日本が起源とする。
近年の研究では、使用されている金粉の粒子に大小の差異があり、現代のヤスリを使用しては再現できないが、正倉院宝物の「十合鞘御刀子(じゅうごうさやのおんとうす)」のヤスリと同等のものを使うと再現できることが明らかとなっている。
21世紀初頭時点で、研究の結果、正倉院宝物の95%は外国風のデザインを施した日本産であると考えられているが、金銀鈿荘唐大刀の鞘が日本産であったか渡来品であったかは未だ不明である。

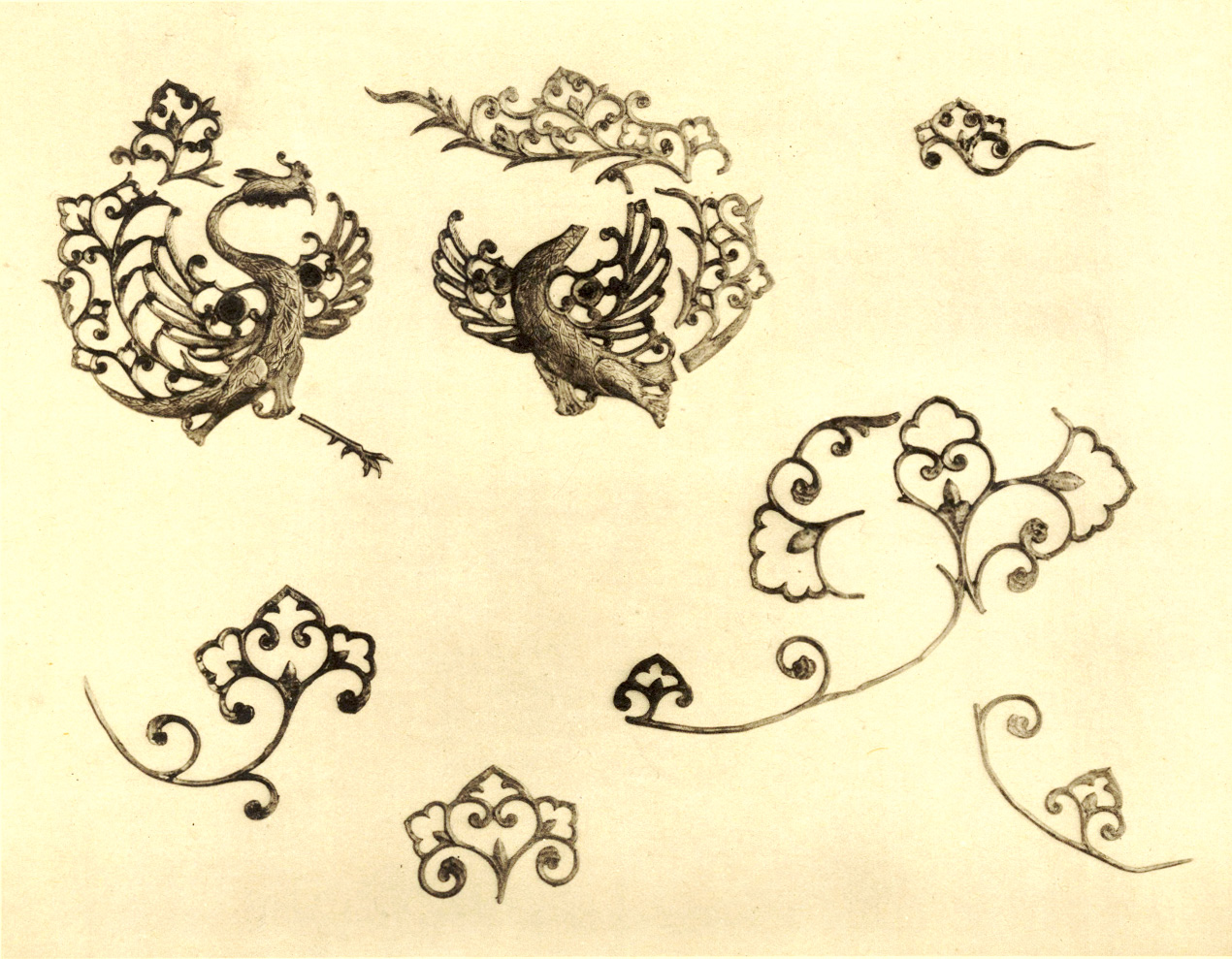
御冠残欠の鳳凰形と葛形裁文

把頭や鞘を飾る金具の唐草文様「葛形裁文」は、聖武天皇と光明皇后の礼冠の残欠である「礼服御冠残欠」にも見られる文様で、当時の日本の彫金技術でも制作可能なものであるが、同様の金具を取り付けた唐代の刀は発掘されていない。
唐代の刀でそのまま現存するものはなく、墓からの発掘例もほとんどない。窦曒墓から発掘された刀1口が知られているが、把頭の形状は「環首刀」のそれであり、金銀鈿荘唐大刀とは異なる。
環首刀（環頭大刀）は、日本では「狛剣（こまつるぎ）」とも呼ばれ、当初高句麗（こま）から日本へ伝わったため、そう呼ばれたと考えられている。『国家珍宝帳』に「高麗様大刀」と記載されているものがそれに該当する。それゆえ、「唐」や「高麗」は厳密に制作地を述べたものではなく、外装の様式による分類である。